# 山中菫
山中 菫（やまなか すみれ、2001年11月20日 - ）は、日本のプロボクサー。大阪府南河内郡美原町（現・堺市美原区）出身。真正ボクシングジム所属。元IBF女子世界アトム級王者。

## 人物
6人兄弟姉妹の5番目（次女）として生まれる。相生学院高等学校卒業。
長兄は元WBO世界ミニマム級王者の山中竜也で、次兄の大貴も元プロボクサー、三兄の勇樹も2023年12月にプロボクサーデビューした。4人とも真正ジム所属。

## 来歴
3歳で兄たちとともにグローブを握り、小5から本格的にボクシングを始める。世界王者となった竜也を目標としたが、兄の硬膜下血腫が判明し、23歳の若さで引退を余儀なくされたことでショックを受け一度は競技から離れた。しかし、兄が世界を獲った試合の映像などを見るうちに「自分も世界のベルトを巻きたい」と情熱が再燃し、2020年7月にプロテスト合格。
2020年12月13日、大阪府立体育会館（エディオンアリーナ大阪）第2競技場（以下、府立第2）にて下野有香との4回戦でデビューし判定勝利。
2021年4月4日、地元の堺市産業振興センターにてソウルオリンピック日本代表山田渉の次女である山田夏冴と対戦し2-0判定で連勝。
2021年8月11日、府立第2にて村井理と対戦し、3-0判定で3連勝
2021年12月18日、府立第2にて初の6回戦として樽井捺月と対戦し、2-1判定で4連勝。
2022年5月28日、初の海外遠征としてタイ・バンコクにてペッダラー・シッタクンタオーと対戦し、3回TKOで初のKO勝ちを挙げるとともに5連勝。
2022年9月1日、後楽園ホール（以下後楽園）での「Queens Crest2022」にて初のタイトル挑戦として狩野ほのかとのWBO女子アジア太平洋アトム級王座決定戦を行い、2回にダウンを奪った後、5回に倒してTKO勝利で王座獲得。竜也とともに日本初の兄妹（姉弟、姉妹含めても初）でのタイトル獲得となった。
2023年4月13日、府立第2にてピムチャノック・セプジャンダとのWBOアジア太平洋王座の初防衛戦に臨み、3回59秒TKOで王座初防衛に成功。

### 世界王座獲得
2024年1月12日、後楽園での『フェニックスバトル109』にて指名挑戦者として岩川美花が持つIBF女子世界アトム級王座に挑戦し、10回3-0（96-94、97-93、99-91）の判定勝ちで王座獲得に成功、兄の竜也とともに日本ボクシング史上初の兄妹世界王者となった。きょうだい世界王者は国内4組目であり、メジャー団体の兄妹世界王者はセバスチャンとガブリエラのフンドラ兄妹に次いで世界2組目。
2024年11月23日、バーデン＝ヴュルテンベルク州ハイデルベルクでティナ・ルプレヒト対松田恵里のWBA・WBC・WBO女子世界アトム級王座統一戦の前座で元WBC女子世界同級王者ならびにIBF女子世界同級6位のファビヤナ・ビティチとIBF王座の初防衛に挑む予定だったが、ビティチが減量中に脱水症状を起こしたため中止となった。メインイベント後に山中がリングに上がり、松田を判定で破り3団体王座統一を果たしたルプレヒトとフェイスオフし、興行を主催したプロモーターからドイツか日本のどちらかで来年ルプレヒトと山中との間で4団体王座統一戦を行う予定であると明かした。

### アトム級4団体王座統一挑戦失敗
2025年4月5日、ブランデンブルク州ポツダムでWBA・WBC・WBO女子世界アトム級統一王者のティナ・ルプレヒトと4団体王座統一戦を行うも、プロ初黒星となる10回0-2（91-99、95-96、95-95）の判定負けでIBF王座から陥落、日本人女子ボクサー史上初、井上尚弥に次いで男女2人目となる4団体王座統一とはならず、ルプレヒトのドイツ人ボクサー初の4団体王座統一を許す形となった。しかし、判定が大きく割れた上に試合直前に3名の審判員のうちのポーランド人の審判員が変更されたほか、残りの2名の審判員がドイツ人になったため試合から3日後の同年4月8日にダイレクトリマッチによる再戦に向けた交渉を開始した。この試合はアメリカのFIGHT SPORTSを通じ日本ではU-NEXTにて同リニアchで配信された。なお当初はU-NEXTのライブ配信枠での配信が予定されていたが、運用面の事情によりリニアchでの配信に変更された。

## 戦績
- プロボクシング：9戦 8勝 3KO 1敗

| 戦           | 日付           | 勝敗 | 時間    | 内容    | 対戦相手                     | 国籍   | 備考                                                 |
| ------------ | -------------- | ---- | ------- | ------- | ---------------------------- | ------ | ---------------------------------------------------- |
| 1            | 2020年12月13日 | ☆    | 4R      | 判定3-0 | 下野有香（YuKOフィットネス） | 日本   | プロデビュー戦                                       |
| 2            | 2021年4月4日   | ☆    | 4R      | 判定2-0 | 山田夏冴（セレス）           | 日本   |                                                      |
| 3            | 2021年8月11日  | ☆    | 4R      | 判定3-0 | 村井理（グリーンツダ）       | 日本   |                                                      |
| 4            | 2021年12月18日 | ☆    | 4R      | 判定2-1 | 樽井捺月（山木）             | 日本   |                                                      |
| 5            | 2022年5月28日  | ☆    | 3R 1:36 | TKO     | ペッダラー・シッタクンタオー | タイ   |                                                      |
| 6            | 2022年9月1日   | ☆    | 5R 1:56 | TKO     | 狩野ほのか（世田谷オークラ） | 日本   | WBO女子アジア太平洋アトム級王座決定戦                |
| 7            | 2023年4月15日  | ☆    | 3R 0:59 | TKO     | ピムチャノック・セプジャンダ | タイ   | WBOアジア太平洋防衛1                                 |
| 8            | 2024年1月12日  | ☆    | 10R     | 判定3-0 | 岩川美花（姫路木下）         | 日本   | IBF女子世界アトム級タイトルマッチ                    |
| 9            | 2025年4月5日   | ★    | 10R     | 判定0-2 | ティナ・ルプレヒト           | ドイツ | WBA・WBC・IBF・WBO女子世界アトム級王座統一戦 IBF陥落 |
| テンプレート |                |      |         |         |                              |        |                                                      |

## 獲得タイトル
- 初代WBO女子アジア太平洋アトム級王座（防衛1）
- IBF女子世界アトム級王座（防衛0）

## 出演
- 二十歳の挑戦（テレビ朝日。2022年7月10日）